# Erateina latipennis
Erateina latipennis là một loài bướm đêm trong họ Geometridae.